# Verweissensitive Grafik
Beispiel „Kontinente“
Verweissensitive Grafik (englisch image map) ist ein Begriff aus dem Webdesign und bezieht sich auch auf Multimediaprogramme. Sie bietet eine Möglichkeit, Hyperlinks innerhalb einer Grafik einzubetten. Diese werden mit der Variable shape= als rechteckige (rect), runde (circle) oder freie (poly) Schaltflächen realisiert, die sich wie Verweise (Anchor-Links) im Hypertext eines HTML-Dokumentes verhalten. In der Regel deutet ein sich verändernder Mauszeiger auf die nicht sichtbaren Schaltflächen hin. Verweissensitive Grafiken werden sowohl in Bild- als auch in Videodateien eingesetzt.
Auf Webseiten häufig anzutreffende Beispiele sind Landkarten, in denen bestimmte Regionen zu den entsprechenden Seiten führen. Ein weiteres Beispiel sind Ende des Jahres oft „interaktive“ Adventskalender.

## Definition in HTML
Eine in HTML definierte Imagemap besteht aus einem eigentlichen Bild, das mit einem <img>-Tag definiert wird. Gleichzeitig wird bei diesem ein Attribut usemap angegeben, das auf die Imagemap verweist.
Die Imagemap besteht aus dem <map>-Tag sowie aus den einzelnen <area>-Tags, die die eigentlichen Definitionen der Felder darstellen, auf die geklickt werden kann. Diese definieren, vergleichbar mit der Definition bei einem <a>-Tag, welche URL aufzurufen ist. Folgender Code gibt an, dass ein Bereich (9,372,66,397), der als rechteckiger Bereich definiert wird, zur Wikipedia-Seite zeigt:
```
<
img
 
src
=
"bild.jpg"
 
alt
=
"alternativtext"
 
usemap
=
"#mapname"
 
/>

<
map
 
name
=
"mapname"
>

  
<
area
 
shape
=
"rect"
 
coords
=
"9,372,66,397"
 
href
=
"http://de.wikipedia.org/"
 
alt
=
"Wikipedia"
 
title
=
"Wikipedia"
 
/>

</
map
>

```

Grafische Hervorhebungen können mit CSS oder JavaScript umgesetzt werden.

## Definition in Mediawiki
In der verbreiteten Wiki-Software Mediawiki gibt es eine Erweiterung „Extension:ImageMap“, mit der Imagemaps dargestellt, und ein Werkzeug, mit dem Imagemaps erstellt werden können.
```
<
imagemap
>

Datei:Continents vide couleurs.png|300px|Beispiel „Kontinente“
poly   156 126   274 288   362 340   432 290   676  34   326  26   210  66   [[Nordamerika]]
poly   400 318   366 334   366 388   460 632   490 630   556 400   418 306   [[Südamerika]]
...

</
imagemap
>

```

## Verweissensitive Grafiken in Videos
Auch in digitalen Videodateien können verweissensitive Grafiken angewandt werden. Dabei muss der Produzent (oder Hersteller) des Videos eine Map-Datei (als reine Textdatei) schreiben, die alle notwendigen Informationen enthält, wie
- Art, Anzahl und Aussehen (Rechtecke, Kreise, Polygone) der anklickbaren verweissensitiven Bereiche
- Zeitintervalle, während derer die Bereiche aktiv sind

Anwendungen sind beispielsweise aktiv vom Zuschauer einzublendende Zusatzinformationen oder Werbemitteilungen.

### Pseudo-Verweissensitivität in Videos
Um einen Effekt von Verweissensitivität hervorzurufen, greifen viele Videomacher auf Videoportalen zu Tricks zurück, die ein ähnliches Resultat wie eine echte verweissensitive Grafik kreiert. Beispielsweise wird auf Youtube eine Anmerkung in bereits zuvor gefertigte Bereiche des Videos eingebettet, was diesen Bereich innerhalb des Videos "klickbar" macht.

## Standards

### HTML 4.01
- Image maps, W3C-Empfehlung, 24. Dezember 1999 (englisch)

### HTML 5
- usemap (Attribut von img), W3C Arbeitsentwurf, 25. Mai 2011 (englisch)
- ismap (Attribut von img), W3C Arbeitsentwurf, 25. Mai 2011 (englisch)
- map – image-map definition, W3C Arbeitsentwurf, 10. Sep. 2017 (englisch)
- area – image-map hyperlink, W3C Arbeitsentwurf, 10. Sep. 2017 (englisch)

## Software
- Adobe Illustrator
- Adobe Dreamweaver
- Adobe Fireworks
- Online Image Map Editor, Erstellung der Flächen für verweissensitive Grafiken[2]
- GIMP: Filter → Web → Image Map, eingebauter Filter zur Erstellung und Anpassung von Imagemaps